# Manohla Dargis
Manohla Dargis (1961) es una crítica de cine estadounidense, la principal crítica cinematográfica de The New York Times, junto con A.O. Scott.

## Carrera
Fue anteriormente crítica principal para Los Angeles Times, editora y crítica de la sección de cine en LA Weekly y crítica de cine en The Village Voice, donde comenzó su carrera en 1987. Ha escrito para diversas publicaciones, entre las que se incluyen Film Comment y Sight and Sound. Escribió la monografía sobre la película de Curtis Hanson: L.A. Confidential, para el British Film Institute y tiene una entrada en American Movie Critics: An Anthology From the Silents Until Now, un libro editado por Phillip Lopate y publicado por la editorial Library of America. Dargis creció en el East Village de Manhattan y mostró su temprano amor por la cinematografía a través de la asistencia regular al St. Mark’s Cinema y al Theater 80. Está casada con el restaurador Lou Amdur.